# 寿司はせ川
寿司はせ川は、株式会社はせ川が経営する寿司店である。2023年3月時点で大阪の心斎橋と東京西麻布の2店舗がある。
心斎橋店の席数はカウンター17席をふくむ84席で、2名～24名まで対応可能な個室もある。予算はディナーで1万円前後（2014年時点）。食材は全国から取り寄せ、シャリについては滋賀県の自社田園で生産したコシヒカリを使用している。
はせ川は元タレントの島田紳助が共同出資をしていることでも知られており、社名・店舗名の「はせ川」は島田紳助の本名からとられている。島田は京都で和風ダイニングをオープンしていた古塚建一と2003年に雑誌の取材が縁で知り合い、のちに店舗経営を「いっしょにやらへんか」と古塚に声をかけたという。
2005年の心斎橋店のオープン当初は、島田紳助がオーナーということでテレビでも取り上げられ、あまりに問い合わせが多いため電話対応パンフレットに専属のオペレーターを雇うほどだったという。店の壁には従業員に向けて島田紳助が筆で書いた言葉が額に入れてかけられている。
| 「世の中の人全てを愛する必要はない 自分を愛してくれる人 信用してくれる人を愛せばいい」「他人の為 家族の為に働くのではない 自分が幸せに成る為努力し働くのです」「チームはせ川で夢を持ち、努力し、一緒に感動し、ともに笑う／そんな仲間でいましょう」（抜粋） |

2店舗目となる西麻布店は2007年にオープンした。2023年3月の時点で寿司店のほかに、株式会社はせ川は京風鉄板はせ川、BAR HASEGAWA、日本焼肉はせ川などを展開している。